# Bulge

Messier 81, eine Galaxie mit Spiralarmen außen und Bulge im Zentralbereich.

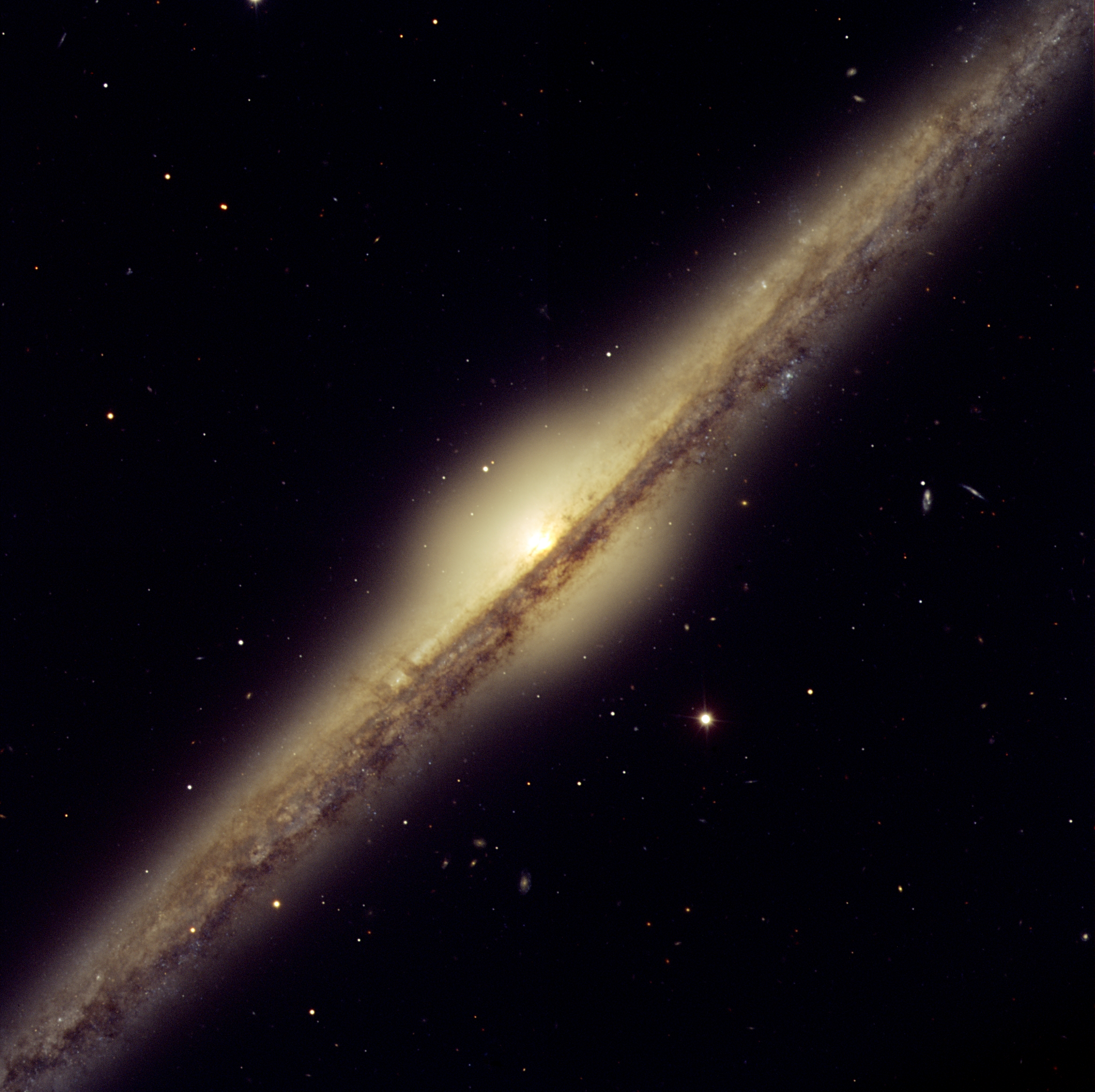
NGC 4565

Als Bulge (engl. bulge, „Ausbuchtung“, „Aufwölbung“) bezeichnet man in der Astronomie den dichten Zentralbereich einer Spiralgalaxie. Der Bulge hebt sich deutlich von der übrigen Galaxie ab. Zum einen erscheint er durch seine hohe Dichte sehr viel heller, zum anderen wölbt er sich in der Regel weit über die Scheibenebene hinaus. Bei sehr weit entfernten Galaxien ist der Bulge häufig das Einzige, was von der Galaxie zu sehen ist. Ein Bulge ähnelt einer elliptischen Galaxie.
Im Innern des Bulges sitzt neueren Forschungen zufolge häufig ein Schwarzes Loch, so auch im Zentrum unserer Milchstraße. Das Verhältnis zwischen der Masse des Bulges und derjenigen des Schwarzen Lochs (mit anderen Worten „der Massenanteil des Bulges, der im Schwarzen Loch steckt“) ist mit 0,2 % (nach Ho, 1999 und Wandel, 1999) bzw. 0,6 % (nach Kormendy und Richstone, 1995) bei unterschiedlichen Galaxien konstant. Die Größen der Prozentangaben sind in der Forschung umstritten.